# 亚美尼亚共产党 (1991年)
亚美尼亚共产党（羅馬化：Hayastani Komunistakan Kusaktsutyun），简称亚共（ՀԿԿ，HKK），是亚美尼亚的一个共产主义政党。
亚美尼亚共产党自称是苏联时代同名政党的继承者，但二者实际上没有直接继承关系。1991年，原亚美尼亚共产党宣布解散，其领导层转而成立亞美尼亞民主黨。
该党是目前亚美尼亚最主要的共产主义政党，党员人数约1.8万。
该党曾派代表参加共产党和工人党国际会议。该党是共产党联盟—苏联共产党的成员。

## 历任第一书记
- 1991年—1999年：谢尔盖·巴达良（英语：Sergey Badalyan）
- 2000年—2005年：弗拉基米尔·达尔比尼扬
- 2005年—2013年：鲁本·托夫马斯扬（英语：Ruben Tovmasyan）
- 2013年至今：塔恰特·萨尔基相